# Ruperto, Príncipe Herdeiro da Baviera
Ruperto Maria Leopoldo Fernando (em bávaro: Rupprecht Maria Luitpold Ferdinand) (Munique, 18 de maio de 1869 — Schloss Leutstetten, Starnberg, 2 de agosto de 1955), foi o último príncipe herdeiro da Baviera.

## Primeira Guerra Mundial
Filho de Luís III, o último rei da Baviera, e de sua esposa, a arquiduquesa Maria Teresa Henriqueta da Áustria-Este (sobrinha do duque Francisco V de Módena), ele comandou tropas germânicas em Lorena com a explosão da Primeira Guerra Mundial. Ruperto teve sucesso em conter o ataque francês em agosto de 1914, na batalha de Lorena, e então liderou um contra-ataque mais tarde naquele mês. Entretanto, falhou ao tentar ultrapassar a fronteira com a França, permanecendo na frente oeste durante o empate que duraria até o fim da guerra. Ruperto adquiriu a posição de marechal de campo em 1916.

## Primeiro casamento e filhos
Em 1900, Ruperto desposou a duquesa Maria Gabriela, filha de Carlos Teodoro, duque da Baviera e sobrinha da imperatriz "Sissi" da Áustria. Eles tiveram cinco filhos:
- O príncipe Leopoldo Maximiliano Luís Carlos da Baviera (1901-1914), sofria de paralisia infantil.
- A princesa Ermengarde Maria Teresa José Cecília Adelaide Micaela Antônia Aldegunda (1902-1903), morreu de crupe.
- Alberto, duque da Baviera (1905-1996).
- Filha natimorta (1906).
- Príncipe Ruperto Frederico da Baviera (1909-1912), morreu de diabetes.

## Segundo casamento e filhos
Em 7 de abril de 1921, Ruperto desposou a princesa Antonieta de Luxemburgo, irmã da grã-duquesa Carlota de Luxemburgo. Eles tiveram seis filhos:
- O príncipe Henrique Francisco Guilherme da Baviera (1922-1958). Casou-se com Ana Maria de Lustrac (1927-1999); sem descendência.
- A princesa Ermengarde Maria Josefa da Baviera (1923-2010)
- A princesa Edita Maria Gabriela Ana da Baviera (1924-)
- A princesa Hilda Hildegard Maria Gabriela da Baviera (1926-2002)
- A princesa Gabriela Aldegunda Maria Teresa Antônia da Baviera (1927-)
- A princesa Sofia Maria Teresa da Baviera (1935-)

## Perda do trono
Ruperto perdeu a sua chance de governar a Baviera quando essa se tornou uma república, durante as revoluções que se seguiram após a guerra. Alguns realistas até hoje se referem a ele como o rei da Baviera. Como Ruperto era contrário ao regime da Alemanha nazista, foi forçado a se exilar na Itália, em 1939.
Em outubro de 1944, quando a Alemanha ocupou a Hungria, ele conseguiu escapar, mas sua esposa e seus filhos foram capturados. Eles foram primeiro aprisionados no campo de concentração de Sachsenhausen, em Oranienburg, Brandemburgo. Em abril de 1945, foram movidos para o campo de concentração de Dachau, onde foram libertados pelo exército norte-americano. A princesa Antonieta nunca se recuperou totalmente do cativeiro e morreu poucos anos depois.
Através da sua mãe, a seguir à sua morte, era pretendente aos tronos de Inglaterra e da Escócia pela facção jacobita mas nunca o requereu.